# طیاندشت
طیاندشت، روستایی از توابع بخش رودبار شهرستان شهرستان قزوین در استان قزوین ایران است.

## جمعیت
این روستا در دهستان دستجرد قرار دارد و براساس سرشماری مرکز آمار ایران در سال ۱۳۸۵، جمعیت آن ۹۷ نفر (۲۴خانوار) بوده‌است.

## مردم
زبان اهالی روستا تاتی و عمده محصول کشاورزیشان گندم و جو است.